# Хронология легализации однополых союзов
Во второй половине XX века на фоне эмансипации геев и лесбиянок и их борьбы за свои гражданские права остро встал вопрос о признании обществом и государством однополых семей, что повлекло за собой изменение законодательства в ряде стран мира.
В настоящей хронологии даны основные события юридического признания разного рода однополых союзов, включая однополые браки. Различные альтернативные браку формы однополых союзов (домашнее партнёрство, внутреннее партнёрство, гражданское партнёрство, гражданский союз, незарегистрированное партнёрство и т. п.) в разных странах могут существенно отличаться друг от друга, подразумевая под собой как предоставление минимальных прав, так и полный их перечень, когда единственное различие с браком заключается лишь в названии.

## 1970-е годы

### 1979 год
- Нидерланды, июнь: После принятия схемы нерегистрируемого сожительства в законе об аренде Нидерланды стали первой страной в мире, где однополые пары смогли получить некоторые права[2].

## 1980-е годы

### 1984 год
- США, 1 сентября: Город Беркли в Калифорнии впервые в мире принял закон о «домашних партнерствах» для однополых семей[1][3].

### 1989 год
- Дания, 1 октября: Вступил в силу первый в мире закон о зарегистрированных партнерствах. Основная статья закона провозглашала, что «двое людей одного пола могут зарегистрировать своё партнерство», а остальные статьи подтверждали, что все законодательные положения о браке должны точно так же относиться и к зарегистрированному партнерству, включая взаимные финансовые обязательства, право наследовать после партнера, право на социальные выплаты и т. п. Датские гомосексуалы получили такие же права, как и состоящие в браке гетеросексуалы, кроме права усыновления детей и возможности оформления браков в церкви[4]. Первой в мире однополой парой, узаконившей свои отношения, стали датские гей-активисты Аксель и Эйгил Аксгилы.

## 1990-е годы

### 1992 год
- США, 11 июня: В округе Колумбия (где находится столица США Вашингтон) вступил в силу закон о «домашних партнёрствах»[5].

### 1993 год
- Норвегия, 1 августа: Вступил в силу закон о зарегистрированных партнёрствах (принят 30 апреля 1993 года)[6].

### 1994 год
- Израиль: Верховный суд распространил закон о незарегистрированных партнёрствах на однополые пары[7].
- Австралия: Австралийская столичная территория принимает закон об «однополых сожителях»[8].

### 1995 год
- Швеция, 1 января: Вступил в силу закон о зарегистрированных партнёрствах (принят 23 июня 1994 года)[9].

### 1996 год
- Венгрия: В мае согласно решению Конституционного суда Венгрии действие закона о сожительстве было расширено на однополые пары. Венгрия стала первым государством бывшего социалистического блока, начавшим признавать однополые семьи[10].
- Исландия, 27 июня: Вступил в силу закон о зарегистрированных партнёрствах[11].
- Гренландия: В Гренландии (автономия Дании) вступил в силу закон о зарегистрированных партнёрствах[12].
- Германия: В Гамбурге был принят первый в Германии закон о гражданскиx партнёрствах, получивший в народе название «гамбургского брака» (нем. Hamburger Ehe)[13].

### 1997 год
- США: Штат Гавайи принял закон о «взаимных отношениях бенефициаров»[14].

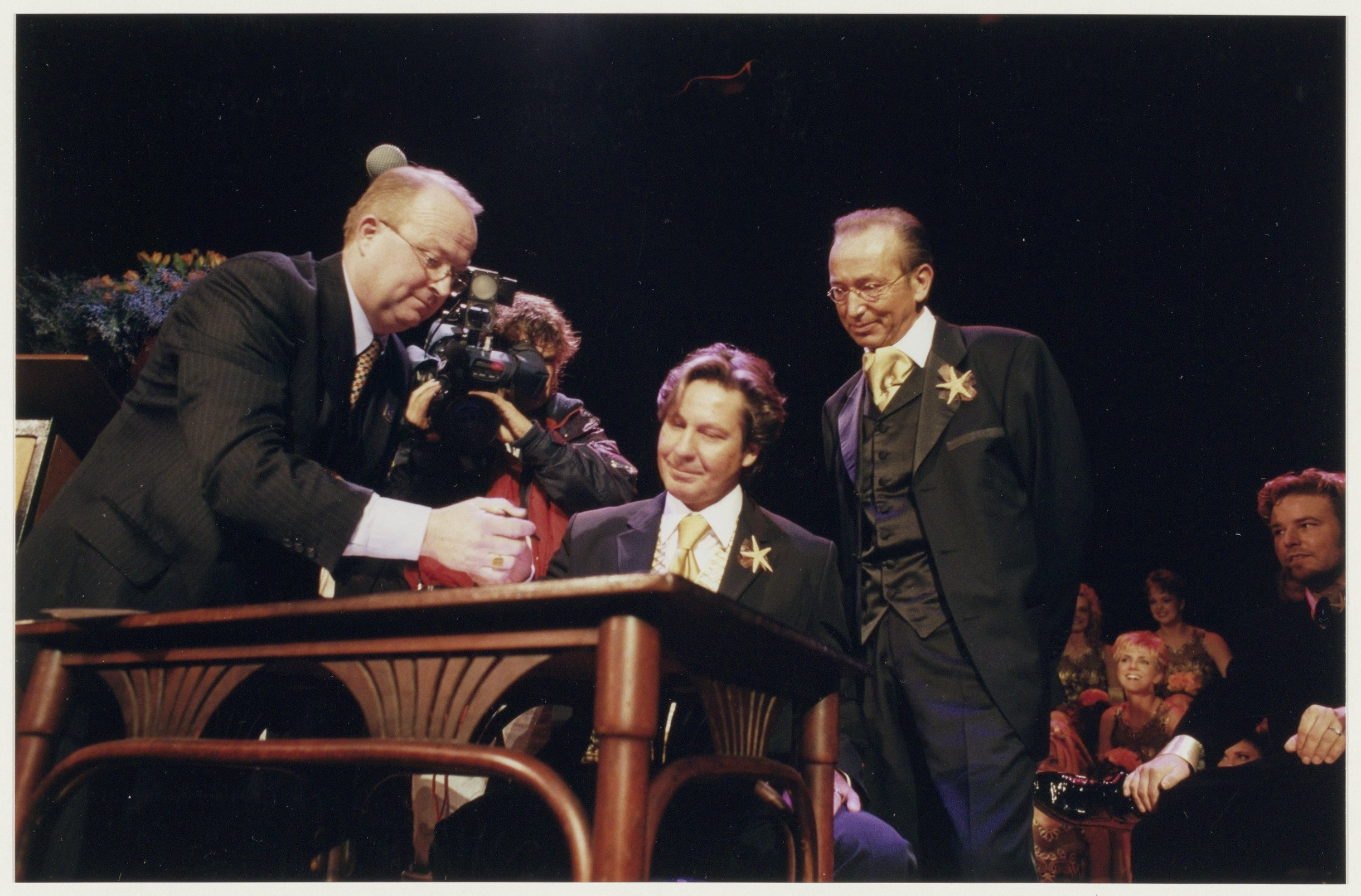
Вступающие в брак Пьер ван ден Ноуланд и Рене ван дер Вель, Велзен-Норд, Нидерланды,
январь 1998 года

### 1998 год
- Нидерланды, 1 января: Вступает в силу закон о зарегистрированных партнёрствах[9].
- Бразилия: В ходе судебных процессов признаны незарегистрированные партнёрства[15].

### 1999 год
- Канада, 19 мая: Верховный суд Канады постановил что люди одного пола, проживающие в фактическом браке, обладают теми же правами, что и разнополые пары[16].
- США, 22 сентября: В штате Калифорния вступил в силу закон о «домашнем партнёрстве»[17].
- Франция: В ноябре вступил в силу Гражданский договор солидарности, признающий в ограниченном виде права в том числе однополых пар[1][18].

## 2000-е годы

### 2000 год
- Бельгия, 1 января: Вступил в силу закон о зарегистрированных партнерствах[9].
- США, 1 июля: В штате Вермонт вступил в силу закон о «гражданских союзах»[19].

### 2001 год
- Португалия, 15 марта: Текст закона о гражданских союзах был изменён, в результате были признаны права однополых партнеров[20].
- Нидерланды, 1 апреля: Вступил в силу первый в мире закон об однополых браках[21].
- Германия, 1 августа: Вступил в силу закон о зарегистрированных партнёрствах для однополых пар[22].
- Австралия: В августе в штате Виктория вступил в силу закон о гражданских партнерствах[23].

### 2002 год
- Финляндия, 1 марта: Вступает в силу закон о зарегистрированном партнерстве (принят парламентом 28 сентября 2001 года)[24].
- Канада, 24 июня: В провинции Квебек принят закон о гражданских союзах, распространяющийся как на разнополые, так и на однополые пары[25].
- Аргентина, 13 декабря: В Буэнос-Айресе впервые в Латинской Америке легализованы однополые гражданские союзы[26].

### 2003 год

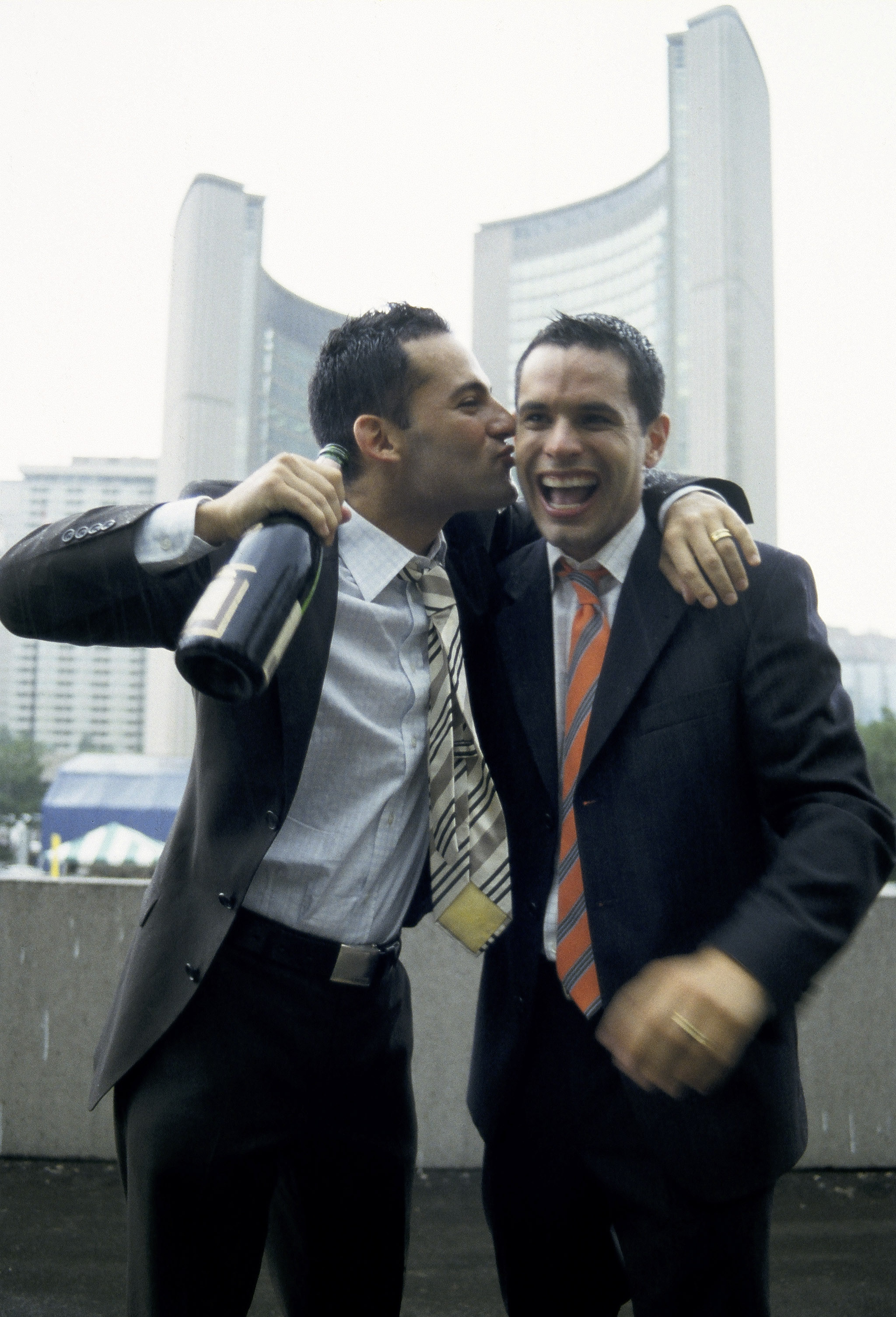
Матьё Шантелуа и Марсело Гомес, одна из первых однополых свадеб в Канаде. Торонто, 2003 год

- Бельгия, 1 июня: Вступил в силу закон об однополых браках[27].
- Канада, 1 июня: В провинции Альберта вступил в силу закон о гражданских союзах[28].
- Канада, 10 июня: Апелляционный суд провинции Онтарио постановил, что признание брака только для гетеросексуальных пар противоречит положениям Канадской хартии прав и свобод. Таким образом, провинция Онтарио стала первой юрисдикцией в Северной Америке, признавшей однополые браки[29].
- Канада, 8 июля: В результате решения Апелляционного суда в провинции Британская Колумбия узаконены однополые браки[30].
- Хорватия, 14 июля: Вступил в силу закон, признающий некоторые права однополых партнеров, проживающих вместе не менее 3 лет. Хорватия стала второй после Венгрии бывшей страной соцлагеря, признавшей однополые пары[31].

### 2004 год

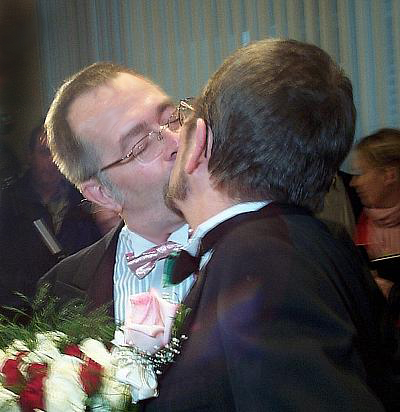
Майкл Хендрикс и Рене Лебеф, первая однополая пара, заключившая брак в провинции Квебек. Монреаль, Канада, 2004 год

- Австралия, 1 января: В штате Тасмания вступил в силу закон о домашнем партнерстве[32].
- Канада, 19 марта: В провинции Квебек в результате решения Апелляционного суда узаконены однополые браки[33]
- Люксембург, 12 мая: Люксембург предоставил право заключения однополых союзов[34][35].
- США, 17 мая: В штате Массачусетс вступил в силу закон об однополых браках[36].
- США, 10 июля: В штате Нью-Джерси вступил в силу закон о «домашних партнёрствах»[37].
- Канада, 14 июля: В территории Юкон в результате решения Апелляционного суда узаконены однополые браки[38].
- США, 30 июля: В штате Мэн вступил в силу закон о «домашних партнёрствах»[39].
- Канада, 16 сентября: В провинции Манитоба в результате решения Апелляционного суда узаконены однополые браки[40].
- Канада, 24 сентября: В провинции Новая Шотландия в результате решения Апелляционного суда узаконены однополые браки[41].
- Канада, 5 ноября: В провинции Саскачеван в результате решения Апелляционного суда узаконены однополые браки[42].
- Канада, 21 декабря: В провинции Ньюфаундленд и Лабрадор в результате решения Апелляционного суда узаконены однополые браки[43].

### 2005 год
- Новая Зеландия, 26 апреля: Вступил в силу закон о гражданских союзах[44].
- Испания, 3 июля: Вступил в силу закон об однополых браках[45].
- Канада, 23 июня: В провинции Нью-Брансуик легализованы однополые браки[46].
- Канада, 20 июля: В Канаде на общенациональном уровне вступил в силу закон, разрешающий однополым парам вступать в брак[47].
- Андорра: 7 июля вступил в силу закон о гражданских партнёрствах[48].
- США, 1 октября: В штате Коннектикут вступил в силу закон о гражданских союзах[49].
- Великобритания, 5 декабря: Вступил в силу закон о гражданских партнёрствах. В Северной Ирландии первые пары заключили партнёрства 19 декабря, в Шотландии — 20 декабря, в Англии и Уэльсе — 21 декабря. Сам закон принят парламентом Великобритании 17 ноября 2004 года, задержка в исполнении была связана с необходимостью провести административные изменения[50].
- Венесуэла: В штате Мерида узаконены гражданские партнёрства[51].

### 2006 год

Однополая свадьба в ЮАР, 2007 год

- Чехия, 1 июля: Вступил в силу закон о гражданских союзах[52].
- Словения, 23 июля: Вступил в силу закон о гражданских союзах[53].
- Израиль, 21 ноября: Верховный суд Израиля приказал правительству признать заключенные за границей однополые браки[54][55].
- ЮАР, 1 декабря: Закон об однополых браках вступил в силу в ЮАР, впервые на африканском континенте[56].

### 2007 год
- Швейцария, 1 января: Вступил в силу закон о гражданских союзах[57].
- Мексика, 12 января: Штат Коауила легализовал гражданские союзы[58].
- США, 19 февраля: В штате Нью-Джерси вступил в силу закон о гражданских союзах[59].
- Мексика, 16 марта: В столице Мексики Мехико вступил в силу закон о гражданских союзах[60].
- Австралия, 1 июня: В штате Южная Австралия вступил в силу закон о гражданских союзах[61].
- США, 22 июля: В штате Вашингтон вступил в силу закон о «партнерских отношениях в семье»[62].

### 2008 год

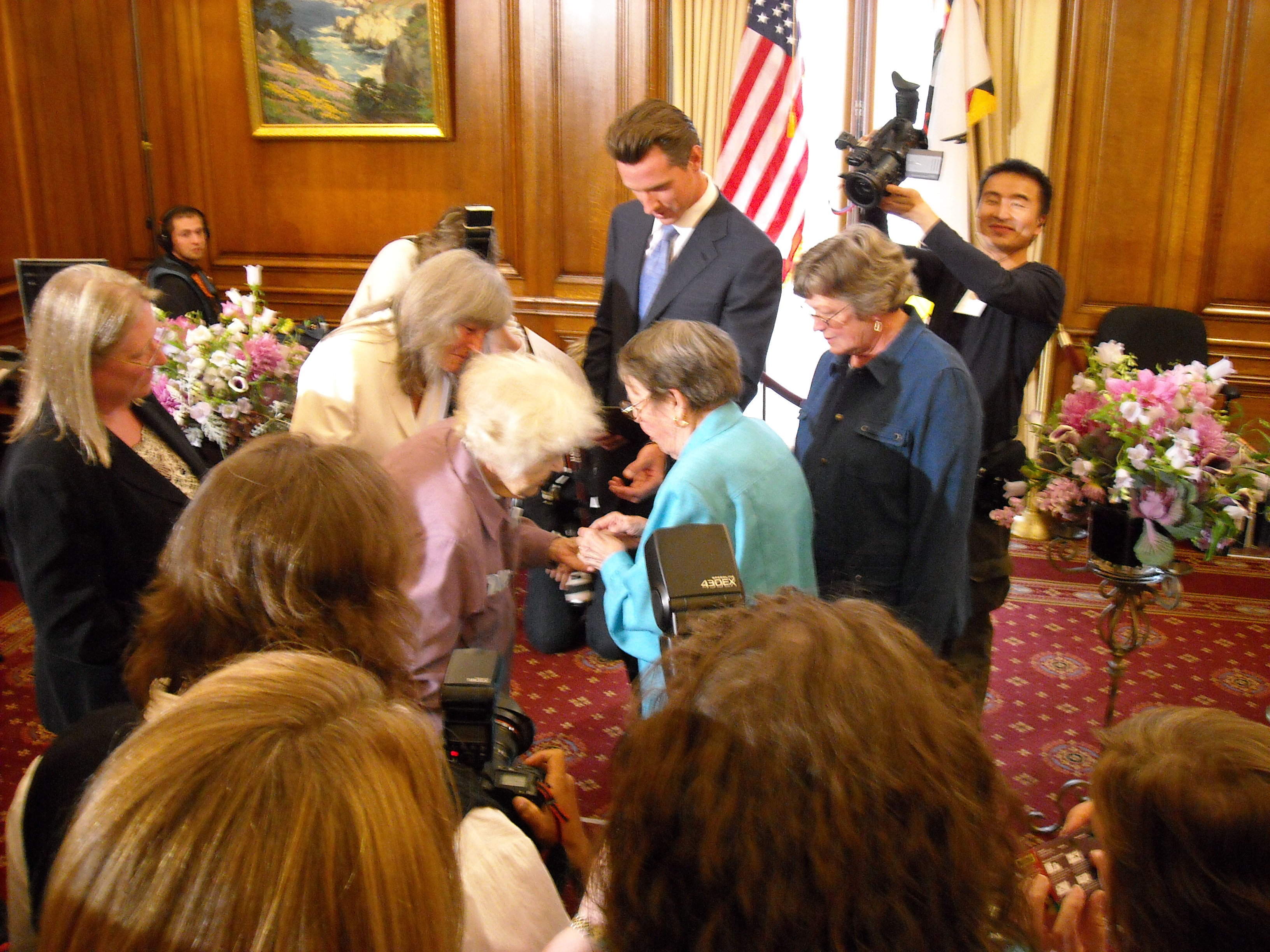
Дэл Мартин и Филлис Лайон, прожившие вместе 55 лет, обмениваются кольцами. Сан-Франциско, США, 2008 год

- США, 1 января: В штате Нью-Гэмпшир вступил в силу закон о гражданских союзах[63].
- США, 1 февраля: В штате Орегон вступил в силу закон о гражданских союзах[64].
- Уругвай, 1 января: Впервые на общенациональном уровне в стране Латинской Америки вступил в силу закон о гражданских союзах[65][66].
- США, 14 мая: Губернатор штата Нью-Йорк Дэвид Пэтерсон подписал акт о признании однополых браков, зарегистрированных в других юрисдикциях[67].
- США, 15 мая: Верховный суд штата Калифорния легализует однополые браки. Они начали регистрироваться уже 16 мая[68]. 5 ноября в результате референдума в конституцию штата Калифорния была внесена поправка, запрещающая однополые браки. Однополые браки заключённые в период с 16 мая по 5 ноября сохранили юридическую силу[69].
- США, 1 июля: В штате Мэриленд вступил в силу закон о «внутренних партнёрствах»[70][71].
- Аргентина, 19 августа: В Аргентине на национальном уровне признаны незарегистрированные партнёрства[72].
- США, 22 августа: В юрисдикции индейского племени Кокилл штата Орегон принят закон, легализующий однополые браки[73].
- США, 10 октября: Верховный суд штата Коннектикут легализовал однополые браки, которые начали регистрироваться с 12 ноября[74].
- Непал, 17 ноября: Верховный суд Непала обязал правительство легализовать однополые браки[75].

### 2009 год
- Норвегия, 1 января: Вступил в силу закон об однополых браках (закон был принят 11 июня 2008 года)[76].
- Колумбия, 29 января: Конституционный суд Колумбии признал, что права гражданских союзов распространяются и на однополые пары[77].
- США, 29 апреля: Однополые браки легализованы в штате Айова (по решению Верховного Суда от 3 апреля)[78].
- Швеция, 1 мая: В Швеции вступил в силу закон об однополых браках[79].
- Австралия, 1 июля: Вступил в силу закон о незарегистрированном сожительстве[80].
- Венгрия, 1 июля: Вступил в силу закон о зарегистрированных партнёрствах, который предоставляет почти все права брака[81].
- США, 1 июля: В штате Колорадо вступил в силу закон о «домашних партнёрствах»[82].
- США, 3 августа: Закон о «внутренних партнёрствах» для однополых пар вступил в силу в штате Висконсин[83].
- США, 1 сентября: Однополые браки начинают регистрироваться в штате Вермонт. Вермонт стал первым штатом в США, где подобный закон был принят не в результате судебного решения, а голосования в парламенте штата[84].
- Эквадор: В сентябре вступила в силу новая Конституция Эквадора, легализующая однополые и разнополые гражданские партнерства[85].
- США, 1 октября: Закон об однополых союзах вступил в силу в штате Невада[86].
- Австралия, 25 ноября: Австралийская столичная территория начала регистрацию гражданских партнёрств[87].
- США, 3 декабря: по итогам референдума в штате Вашингтон вступил в силу закон о зарегистрированных партнёрствах[88].

## 2010-е годы

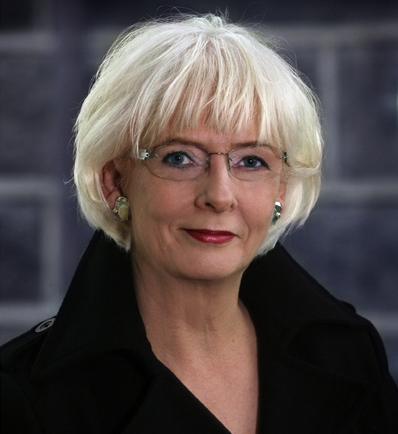
Премьер-министр Исландии Йоханна Сигурдардоттир заключила однополый брак 27 июня 2010 года

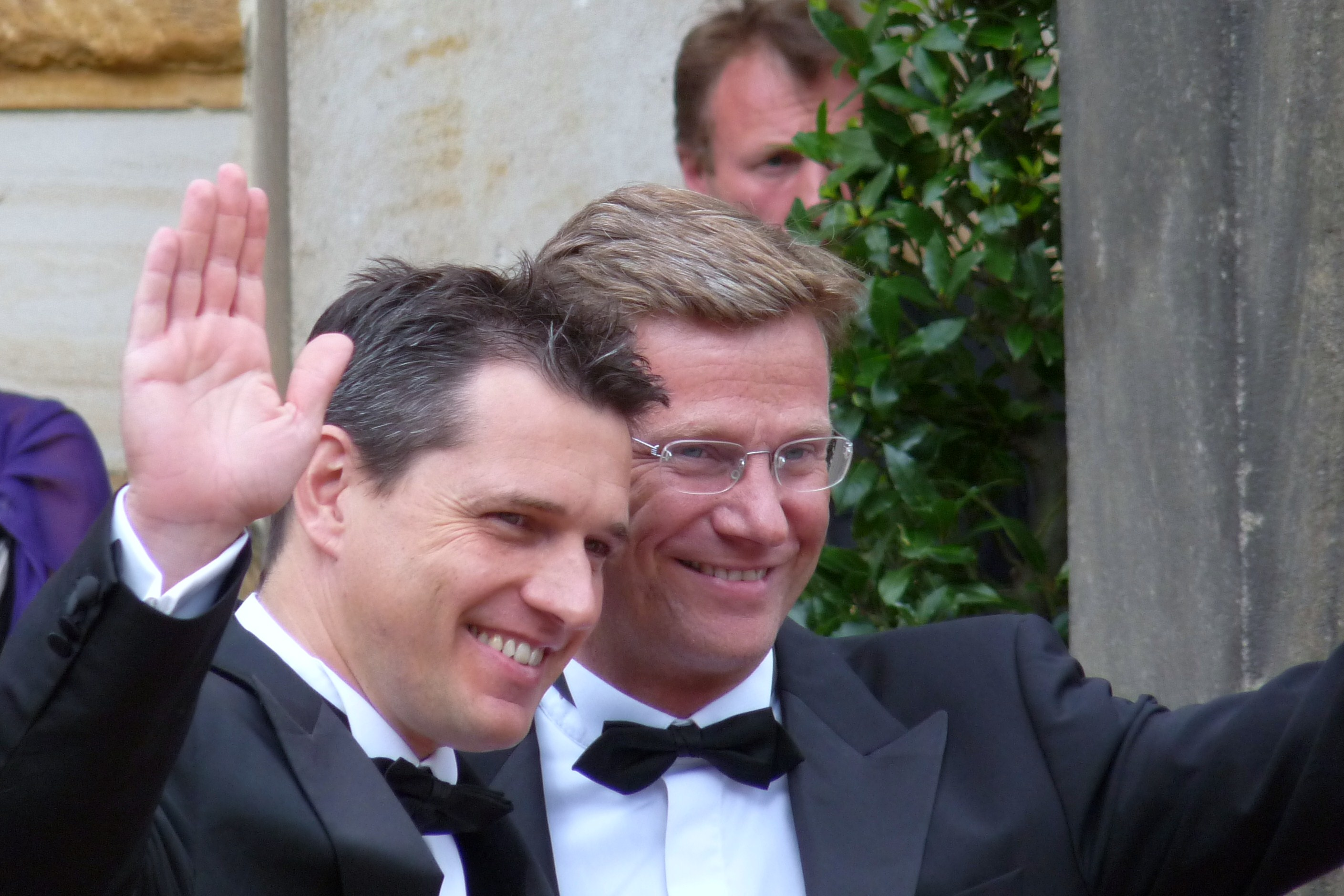
Вице-канцлер ФРГ Гидо Вестервелле и Михаэль Мронц зарегистрировали партнерство 17 сентября 2010 года

### 2010 год
- США, 1 января: Однополые браки легализованы в штате Нью-Гэмпшир[90].
- Австрия, 1 января: Вступил в силу закон о гражданских союзах[91].
- США, 1 марта: Закон об однополых браках вступил в силу в Округе Колумбия[92].
- Мексика, 4 марта: Закон об однополых браках вступил в силу в Мехико[93].
- Португалия, 5 июня: Вступил в силу закон об однополых браках[94][95][96].
- Совет Европы, 24 июня: Европейский суд по правам человека признал право однополых пар на уважение семейной жизни согласно статьям 8 и 14 Европейской конвенции о защите прав человека и основных свобод[97], а также то что в Европейском союзе нет консенсуса по вопросу легализации однополых браков, каждое государство решает его самостоятельно[98].
- Исландия, 27 июня: Вступил в силу закон об однополых браках[99].
- Аргентина, 22 июля: Вступил в силу закон об однополых браках[100][101].
- Мексика, 10 августа: Верховный суд Мексики постановил, что заключённые в Мехико однополые браки, должны признаваться на всей территории страны[102][103][104]
- Европейский союз, 23 ноября: Европарламент объявил о том, что документы гражданского состояния, выданные любой страной Евросоюза, должны признаваться в каждой стране, входящей в состав сообщества[105], что уравняет в правах разнополые и однополые пары, заключившие союз или брак, при переезде внутри Евросоюза из одной страны в другую[106].

### 2011 год
- Ирландия, 1 января: Вступил в силу закон об однополых гражданских партнерствах. Первые союзы подобного рода в стране стало возможно заключить с апреля[107][108].
- США, 25 февраля: Сенат штата Мэриленд принял законопроект о легализации однополых браков[109].
- США, 25 февраля: Губернатор Гавайев Нэйл Эберкромби подписал закон об однополых гражданских союзах, закон вступит в силу 1 января 2012 года[110].
- Лихтенштейн, 16 марта: Правительство и парламент княжества единогласно (25 голосов) высказались в пользу того, чтобы гомосексуальные союзы были приравнены к традиционному браку в имущественном, наследственном и других гражданских смыслах[111]. В конце апреля стало известно, что скорее всего по этому вопросу также пройдёт референдум[112]. Если большинство населения княжества одобрит закон о зарегистрированном партнёрстве — паксе, то он вступит в действие в сентябре 2011 года[111].
- Бразилия, 5 мая: Верховный суд Бразилии признал однополые браки[113].
- США, 11 мая: Губернатор штата Делавэр Джек Маркелл подписал закон об однополых партнёрствах, закон вступит в силу 1 января 2012 года[114].
- США, 1 июня: Вступил в силу закон об однополых гражданских союзах в штате Иллинойс[115][116].
- Лихтенштейн, 20 июня: Избиратели Лихтенштейна одобрили на референдуме легализацию однополых партнёрств[117].
- США, 24 июля: Вступил в силу закон об однополых браках в штате Нью-Йорк[118].
- Лихтенштейн, 1 сентября: Вступил в силу закон об однополых гражданских партнёрствах[источник не указан 2032 дня].

### 2012 год
- США, 1 января: Вступил в силу закон о гражданских партнёрствах в штатах Делавэр[119] и Гавайи[120].
- Бразилия, 6 января: Верховный суд штата Алагоас обязал нотариусов регистрировать однополые браки[121].
- Финляндия, 8 февраля: В Парламент за подписью 76 депутатов из шести партий внесён законопроект об однополом браке[122].
- США, 13 февраля: Губернатор штата Вашингтон Кристин Грегуар подписала законопроект об однополых браках. Вступил в силу после референдума в ноябре 2012 года[123].
- США, 1 марта: Губернатор штата Мэриленд Мартин О’Мэлли подписал законопроект об однополых браках. Вступил в силу 1 января 2013 года[124].
- США, 9 мая: Президент США Барак Обама впервые публично поддержал идею брачного равноправия[125].
- Дания, 15 июня: Вступил в силу закон об однополых браках[126].
- Франция, 3 июля: Премьер-министр страны Жан-Марк Эйро объявил о намерении правительства принять в начале 2013 года закон о легализации однополых браков и права усыновления детей гомосексуалами[127].
- Бразилия, 10 октября: Верховный суд штата Баия признал за однополыми парами законное право на заключение полноценного брака[128].
- США, 6 ноября: На референдумах в штатах Вашингтон и Мериленд большинство избирателей проголосовало за легализацию однополых браков. В штате Мэн большинство избирателей высказались за отмену конституционной поправки, запрещающую однополые браки. В штате Миннесота большинство избирателей отказалось поддержать конституционную поправку, запрещающую однополые браки[129].
- Бразилия, 1 декабря: Легализованы однополые браки в Федеральном округе Бразилиа[источник не указан 2032 дня].
- Мексика, 5 декабря: Решением федерального судьи узаконены однополые браки в штате Оахака[источник не указан 2032 дня].
- США, 6 декабря: Вступил в силу закон об однополых браках в штате Вашингтон[источник не указан 2032 дня].
- Уругвай, 11 декабря: Нижняя палата парламента одобрила законопроект о легализации однополых браков[130].
- Бразилия, 15 декабря: Легализованы однополые браки в штате Пиауи[источник не указан 2032 дня].
- Бразилия, 18 декабря: Легализованы однополые браки в штате Сан-Паулу[источник не указан 2032 дня].
- США, 29 декабря: Вступил в силу закон об однополых браках в штате Мэн[источник не указан 2032 дня].

### 2013 год

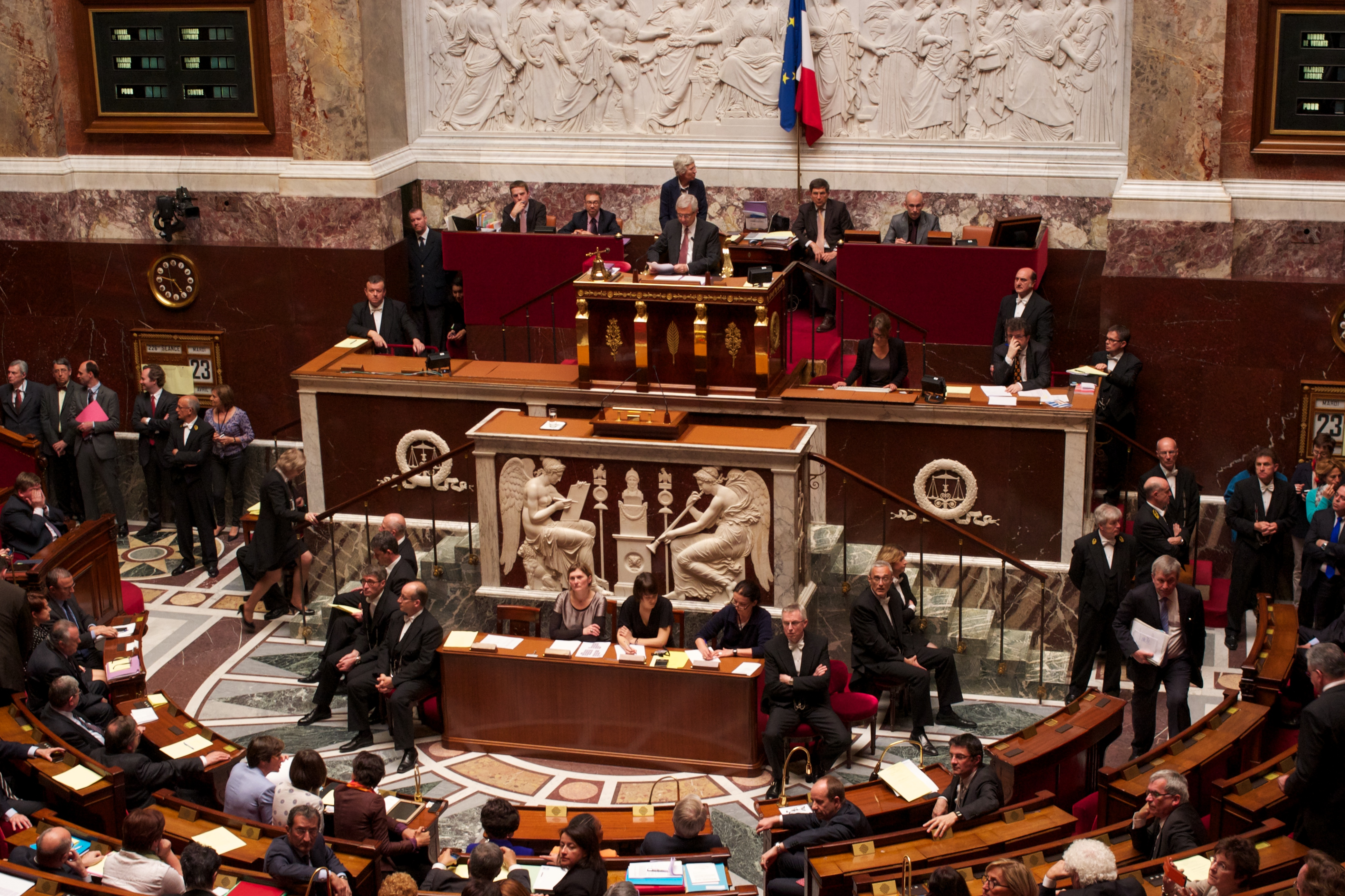
Национальное собрание Франции окончательно приняло закон об однополых браках 23 апреля 2013 года 331 голосом против 225

- США, 1 января: Вступил в силу закон об однополых браках в штате Мэрилэнд[источник не указан 2032 дня].
- Великобритания, 5 февраля: Палата общин Великобритании проголосовала за закон об однополых браках (400 голосов против 175)[131].
- США, 14 февраля: Сенат штата Иллинойс одобрил однополые браки (34 голосов против 21)[132].
- Бразилия, 15 марта: Однополые браки легализованы в штате Сеара[133].
- США, 21 марта: губернатор штата Колорадо Джон Хиккенлупер подписал закон о гражданских союзах. Закон ранее был одобрен сенатом (21 голосом против 14) и палатой представителей (39 голосов против 26) штата и вступит в силу 1 мая 2013 года[134].
- Бразилия, 26 марта: Однополые браки легализованы в штате Парана[135].
- Бразилия, 2 апреля: Однополые браки легализованы в штате Мату-Гросу-ду-Сул[136].
- Уругвай, 10 апреля: Парламент принял во втором чтении закон об однополых браках[137], что сделало Уругвай двенадцатым государством в мире и вторым в Латинской Америке, легализовавшим однополые браки.
- Новая Зеландия, 17 апреля: Парламент принял в третьем чтении закон о легализации однополых браков[138], 19 апреля была получена королевская санкция. Таким образом, Новая Зеландия стала тринадцатым государством в мире и первым в Океании, легализовавшим однополые браки. Закон вступил в силу 19 августа.
- Франция, 23 апреля: Парламент принял во втором чтении закон о легализации однополых браков[139]. После подписания закона президентом Франция станет четырнадцатым государством, легализовавшим однополые браки.
- Бразилия, 26 апреля: Однополые браки легализованы в штате Рондония[140].
- Бразилия, 29 апреля: Однополые браки легализованы в штатах Санта-Катарина[141] и Параиба[142].
- США, 1 мая: Вступил в силу закон о гражданских союзах в штате Колорадо[источник не указан 2032 дня].
- США, 2 мая: Губернатор штата Род-Айленд подписал закон об однополых браках, который вступит в силу 1 августа.[143]
- Уругвай, 3 мая: закон об однополых браках подписан президентом и вступит в силу 5 августа[144][145].
- США, 7 мая: После принятия закона об однополых браках сенатом Делавэра губернатор штата подписал закон, который вступит силу 1 июля[146]. Таким образом, Делавэр стал одиннадцатым штатом в США, легализовавшим однополые браки.
- США, 9 мая: Палата представителей штата Миннесота приняла закон об однополых браках 75 голосами против 59[147].
- США, 14 мая: После принятия закона об однополых браках Сенатом Миннесоты 37 голосами против 30 губернатор штата подписал закон, который вступит в силу 1 августа[148][149].
- Бразилия, 14 мая: Национальный совет юстиции Бразилии принял решение о легализации однополых браков во всей стране 14 голосами против одного[150][151].
- Франция, 18 мая: Президент Франсуа Олланд подписал закон об однополых браках[152] после его одобрения Конституционным советом 17 мая[153]. Закон вступил в силу 19 мая, первые свадебные церемонии могут состояться 28 мая[152]. Таким образом, Франция стала пятнадцатым государством, легализовавшим однополые браки.
- Великобритания, 21 мая: Палата общин в третьем чтении приняла закон об однополых браках 366 голосами против 161[154].
- Великобритания, 4 июня: Палата лордов во втором чтении приняла закон об однополых браках[155]
- Колумбия, 20 июня: Согласно решению Конституционного суда от 2011 года, с этого дня однополые пары получают те же права, что и разнополые[156][157] Однако из решения Конституционного суда не следует, что однополые браки однозначно легализованы; по мнению генерального прокурора Колумбии, суды и нотариусы могут сами принимать решение о регистрации брака для однополых пар[158].
- США, 26 июня: Верховный суд США постановил, что у противников однополых браков в Калифорнии не хватало правовых оснований для подачи апелляции по делу «Холлингсворт против Перри», поэтому решение нижестоящего суда о неконституционности Предложения 8 было оставлено в силе. Тем самым однополые браки в Калифорнии были легализованы снова, однополые свадьбы возобновились 29 июня[159] Также в деле «Соединенные Штаты против Виндзор» суд признал неконституционной часть Закона о защите брака, запрещающую федеральному правительству признание однополых браков[160]
- США, 1 июля: Вступил в силу закон об однополых браках в штате Делавэр[источник не указан 2032 дня].
- Коста-Рика, 1 июля: Партия консерваторов Коста-Рики, обладающая большинством в парламенте республики, случайно одобрила поправку к новому закону «О молодежи». Не все депутаты знали о том, что поправки включали признание однополых союзов, но тем не менее президент Лаура Чинчилья подписала закон 4 июля. Однако неясно, получат ли в действительности однополые пары после вступления в силу этого закона право на признание своих отношений[161][162].
- Великобритания, 17 июля: После принятия в третьем чтении в Палате лордов и согласования поправок с Палатой общин королева Елизавета II одобрила закон об однополых браках, который частично вступил в силу в Англии и Уэльсе. Первые свадьбы однополых пар начались летом 2014 года[163][164].
- США, 1 августа: Вступил в силу закон об однополых браках в штатах Род-Айленд и Миннесота[источник не указан 2032 дня].
- Уругвай, 5 августа: Вступил в силу закон об однополых браках[источник не указан 2032 дня].
- Новая Зеландия, 19 августа: Вступил в силу закон об однополых браках[источник не указан 2032 дня].
- США, 21 октября: По решению суда вступил в силу закон об однополых браках в штате Нью-Джерси[источник не указан 2032 дня].
- США, 5 ноября: Палата Представителей штата Иллинойс поддержала законопроект об однополых браках (61 голос против 54)[165].
- США, 7 ноября: Палата Представителей штата Гавайи поддержала законопроект об однополых браках (30 голосов против 19)[166].
- США, 12 ноября: Сенат штата Гавайи поддержал законопроект об однополых браках (19 голосов против 4)[167].
- США, 13 ноября: Губернатор штата Гавайи Нил Эберкромби подписал закон о легализации однополых браков. Он вступит в силу 2 декабря 2013 года[168].
- США, 20 ноября: Губернатор штата Иллинойс Пат Куинн подписал закон о легализации однополых браков. Он вступит в силу 1 июня 2014 года[169].
- США, 2 декабря: Вступил в силу закон об однополых браках в штате Гавайи[источник не указан 2032 дня].
- Австралия, 7 декабря: Вступил в силу закон об однополых браках в Австралийской столичной территории. 12 декабря Верховный суд Австралии отменил закон[170]. Премьер-министр Австралии Тони Эбботт заявил, что всячески будет препятствовать легализации однополых браков[171].
- США, 19 декабря: По решению суда вступил в силу закон об однополых браках в штате Нью-Мексико[172].
- США, 20 декабря: По решению суда вступил в силу закон об однополых браках в штате Юта. 6 января 2014 года Верховный суд США наложил временный запрет на регистрацию однополых браков в штате, который будет действовать до тех пор, пока Апелляционный суд десятого округа США детально не рассмотрит жалобу, поданную властями штата 1 января 2014 года[источник не указан 2032 дня].

### 2014 год
- Чили, 7 января: Сенат Чили одобрил большинством голосов (28 за и 6 против) закон о гражданских союзах[173].
- США, 14 января: Федеральный суд в Оклахоме признал неконституционным запрет на однополые браки, действующий в штате. Решение должно вступить в силу только после того, как станут известны результаты обжалования аналогичного решения суда в штате Юта[174].
- Великобритания, 4 февраля: Члены шотландского парламента большинством голосов (105 за и 18 против) одобрили закон об однополых браках[источник не указан 2032 дня].
- США, 12 февраля: Суд штата Кентукки обязал власти американского штата признать однополые браки, заключенные в других штатах[175].
- США, 13 февраля: Суд штата Виргиния признал неконституционным действующий в этом американском штате запрет на регистрацию однополых браков. Однако, решение вступит в силу только после рассмотрения апелляции[источник не указан 2032 дня].
- США, 26 февраля: Суд штата Техас признал неконституционным действующий в этом американском штате запрет на регистрацию однополых браков. Однако, решение вступит в силу только после рассмотрения апелляции[источник не указан 2032 дня].
- Великобритания, 12 марта: королева Елизавета II подписала шотландский закон о легализации однополых браков[176].
- Великобритания, 21 марта: Члены парламента Гибралтара в третьем окончательном чтении единогласно (16 за и 0 против) одобрили законопроект о гражданских партнёрствах[источник не указан 2032 дня].
- США, 21 марта: Суд штата Мичиган признал неконституционным действующий в этом американском штате запрет на регистрацию однополых браков. Однако, 26 марта регистрация браков была приостановлена[источник не указан 2032 дня].
- Великобритания, 29 марта: Вступил в силу закон об однополых браках в Англии и Уэльсе[источник не указан 2032 дня].
- Италия, 9 апреля: Суд города Гроссето обязал власти признать однополый брак, заключённый за границей[источник не указан 2032 дня].
- Мальта, 14 апреля: Парламент Мальты большинством голосов окончательно одобрил закон, разрешающий регистрацию гражданских партнёрств и усыновление детей гомосексуальными парами (37 голосов — «за», 30 представителей оппозиции воздержались). Законом предусматривается признание всех однополых браков и партнёрств, заключённых за границей[источник не указан 2032 дня].
- США, 9 мая: Суд штата Арканзас признал неконституционным действующий в этом американском штате запрет на регистрацию однополых браков. 16 мая Верховный Суд штата временно приостановил выдачу брачных лицензий однополым парам до рассмотрения дела судом апелляционной инстанции[источник не указан 2032 дня].
- США, 13 мая: Суд штата Айдахо признал неконституционным действующий в этом американском штате запрет на регистрацию однополых браков. Согласно вердикту, пары геев и лесбиянок смогли бы подавать заявления на выдачу брачных лицензий с 16 мая 2014 года. Однако, 15 мая 9-й окружной апелляционный суд временно приостановил действие вердикта федерального судьи[источник не указан 2032 дня].
- США, 19 мая: Суд штата Орегон признал неконституционным действующий в этом американском штате запрет на регистрацию однополых браков[источник не указан 2032 дня].
- США, 20 мая: Суд штата Пенсильвания признал неконституционным действующий в этом американском штате запрет на регистрацию однополых браков[источник не указан 2032 дня].
- Эстония, 22 мая: Правительством одобрен законопроект о сожительстве однополых пар. Закон вступит в силу в январе 2016 года[источник не указан 2032 дня].
- Люксембург, 28 мая: Профильный комитет парламента по правовым вопросам одобрил законопроект о легализации однополых браков[источник не указан 2032 дня].
- США, 1 июня: Вступил в силу закон об однополых браках в штате Иллинойс[источник не указан 2032 дня].
- США, 6 июня: Суд штата Висконсин признал неконституционным действующий в этом американском штате запрет на регистрацию однополых браков. 13 июня Верховный Суд штата временно приостановил выдачу брачных лицензий однополым парам до рассмотрения дела судом апелляционной инстанции[источник не указан 2032 дня].
- Люксембург, 18 июня: Парламент подавляющим большинством голосов (60 за и 4 против) проголосовал за легализацию однополых браков[источник не указан 2032 дня].
- США, 25 июня: В штатах Колорадо, Канзас, Вайоминг и Индиана запреты однополых браков признаны неконституционными. Однако, решения по первым трём штатам вступят в силу только после рассмотрения апелляций. В штате Индиана 27 июня федеральный апелляционный суд также приостановил действие своего решения. В штате Юта федеральный апелляционный суд подтвердил вердикт нижестоящего суда, признавшего неконституционным запрет однополых браков в этом штате. Однако, генеральный прокурор штата Юта заявил, что власти намерены обжаловать в Верховном Суде США данный вердикт апелляционного суда[источник не указан 2032 дня].
- США, 1 июля: Суд штата Кентукки признал неконституционным действующий в этом американском штате запрет на регистрацию однополых браков. Однако, решение вступит в силу только после рассмотрения апелляции[источник не указан 2032 дня].
- Хорватия, 15 июля: Парламент одобрил (89 голосов «за», 16 «против») закон гражданских партнёрствах[источник не указан 2032 дня].
- США, 17 июля: Судья штата Флорида признал неконституционным действующий в этом американском штате запрет на регистрацию однополых браков. При этом судья подчеркнул, что самое раннее, когда пары геев и лесбиянок смогут получить брачные лицензии в округе Монро, это вторник 22 июля. Это единственный округ штата, в отношении которого у судьи Гарсии есть соответствующие полномочия. Генеральный прокурор Флориды Пэм Бонди немедленно обжаловала вердикт суда, отметив, что «окончательную точку в этом конституционном вопросе должен поставить Верховный Суд США»[источник не указан 2032 дня].
- США, 18 июля: Федеральный апелляционный суд признал запрет однополых браков, действующий в штате Оклахома, неконституционным. Вступление вердикта в силу отложено, чтобы позволить властям штата обжаловать его в Верховном Суде США[источник не указан 2032 дня].
- США, 21 августа: Суд штата Флорида признал неконституционным действующий в этом американском штате запрет на регистрацию однополых браков. Однако, решение вступит в силу только после рассмотрения апелляции[источник не указан 2032 дня].
- Мексика, 1 сентября: Парламент штата Коауила одобрил изменения в Гражданском кодексе 19 голосами против 1, предоставив однополым и разнополым парам равные брачные права, включая право на усыновление детей. 17 сентября закон вступил в силу[источник не указан 2032 дня].
- США, 6 октября: Верховный Суд США отказался рассматривать апелляции по делам о запретах однополых браков из пяти штатов: Юте, Оклахоме, Виргинии, Индиане и Висконсине, тем самым все отсрочки исполнения решений нижестоящих судов данных штатов сняты. После этого генпрокурор Колорадо распорядился начать выдавать брачные лицензии однополым парам в этом штате[источник не указан 2032 дня].
- США, 7 октября: Апелляционный суд признал неконституционными запреты однополых браков в Неваде и Айдахо. Власти Айдахо просили Верховный суд отсрочить выдачу брачных лицензий однополым парам, но им было отказано в этом. Решение также затрагивает ещё три штата, находящихся под юрисдикцией суда — Аляску, Монтану и Аризону. Суд особо подчеркнул, что его вердикт вступает в силу немедленно[источник не указан 2032 дня].
- США, 9 октября: Однополые браки легализованы в штатах Невада и Западная Виргиния[источник не указан 2032 дня].
- Эстония, 9 октября: Члены парламента 40 голосами «за» при 38 «против» одобрили закон о гражданских партнёрствах. Он вступит в силу 1 января 2016 года[источник не указан 2032 дня].
- США, 10 октября: Однополые браки легализованы в штате Северная Каролина[источник не указан 2032 дня].
- США, 15 октября: Однополые браки легализованы в штате Айдахо[источник не указан 2032 дня].
- США, 17 октября: Однополые браки легализованы в штатах Аризона и Аляска[источник не указан 2032 дня].
- США, 21 октября: Однополые браки легализованы в штате Вайоминг[источник не указан 2032 дня].
- США, 12 ноября: Однополые браки легализованы в штате Канзас[источник не указан 2032 дня].
- США, 19 ноября: Однополые браки легализованы в штате Монтана[источник не указан 2032 дня].
- США, 20 ноября: Однополые браки легализованы в штате Южная Каролина[источник не указан 2032 дня].
- Финляндия, 28 ноября: Члены парламента 105 голосами «за» при 92 «против» легализовали однополые браки. 12 декабря 2014 года прошло повторное голосование, на котором законопроект был поддержан 101 голосом «за» при 90 «против». Закон вступит в силу в 2017 году[источник не указан 2032 дня].
- Великобритания, 16 декабря: Вступил в силу закон об однополых браках в Шотландии. Первые браки были заключены 31 декабря 2014 года[источник не указан 2032 дня].

### 2015 год
- Люксембург, 1 января: Вступил в силу закон об однополых браках[источник не указан 2032 дня].
- Вьетнам, 1 января: Согласно принятым поправкам к закону о браке, однополые браки больше во Вьетнаме не запрещаются, однако, власти государства по-прежнему будут признавать семейные права лишь разнополых брачных пар[177].
- США, 6 января: Однополые браки легализованы в штате Флорида[источник не указан 2032 дня].
- США, 12 января: Запрет однополых браков в американском штате Южная Дакота признан неконституционным[178].
- Мексика, 17 января: В мексиканском штате Нижняя Калифорния заключен первый однополый брак[179].
- Италия, 28 января: Городской совет Рима одобрил создание реестра однополых гражданских союзов[180].
- США, 9 февраля: Однополые браки легализованы в штате Алабама[источник не указан 2032 дня].
- Финляндия, 20 февраля: Президент Саули Нийнистё подписал закон об однополых браках, который вступит в силу 1 марта 2017 года[источник не указан 2032 дня].
- Словения, 3 марта: Парламент Словении легализовал в стране регистрацию однополых браков[источник не указан 2032 дня].
- Япония, 31 марта: Власти токийского района Сибуя узаконили признание однополых союзов. Выдача свидетельств начнётся в октябре[181].
- Эквадор, 21 апреля: Национальная Ассамблея одобрила закон о гражданских союзах[182].
- Острова Питкэрн, 14 мая: На тихоокеанских островах Питкэрн легализованы однополые браки. Интересно, что на островах проживает всего 48 человек, из них только один является геем[183].
- Китайская Республика, 20 мая: Гаосюн стал первым городом Тайваня, признающим отношения однополых пар[184].
- Гренландия, 26 мая: Парламент единогласно узаконил однополые браки (27 голосов за, 0 против и 2 воздержались). Закон вступил в силу 1 апреля 2016 года[источник не указан 2032 дня].
- Мексика, 3 июня: Высший суд Мексики вынес вердикт в пользу однополых пар, который признает запреты однополых браков неконституционными, однако напрямую их не отменяет. Тем не менее, отныне окружные судьи обязаны удовлетворять прошения однополых пар, которым отказывают в выдаче брачной лицензии[185].
- Мексика, 12 июня: Мексиканский штат Чиуауа официально узаконил однополые браки[186].
- Китайская Республика, 20 мая: Власти Тайбэя открыли официальную регистрацию однополых пар[187].
- США, 26 июня: Верховный суд США, ссылаясь на четырнадцатую поправку к Конституции США, легализовал регистрацию однополых браков на всей территории США[188].
- Италия, июль: Апелляционный суд Неаполя обязал власти признать однополый брак французской пары[189].
- Мексика, 10 июля: Легализованы однополые браки в штате Герреро[источник не указан 2032 дня].
- Пуэрто-Рико, 15 июля: Власти самоуправляемой американской территории ранее признали вердикт Верховного Суда США о легализации браков геев и лесбиянок. По решению местных властей начало выдачи брачных лицензий было назначено на 15 июля. Первая однополая свадьба состоялась 17 июля[190].
- Италия, 21 июля: Европейский суд по правам человека обязал Италию узаконить однополые союзы[191].
- Япония, 29 июля: Власти токийского района Сэтагая объявили, что в ноябре начнут выдавать свидетельства о регистрации однополым парам[192].
- Мексика, 1 августа: В мексиканском штате Пуэбла заключен первый в истории однополый брак[193].
- Мексика, 7 сентября: Парламент мексиканского штата Мичоакан одобрил закон о гражданских союзах для однополых пар. 30 сентября закон был опубликован в официальном вестнике[194].
- Европейский союз, 8 сентября: Европейский парламент призвал девять стран-членов Евросоюза «рассмотреть возможность предоставления гомосексуальным парам прав сожительства, зарегистрированных де-факто союзов и брака»[195].
- Китайская Республика, 1 октября: Власти Тайчжуна начали регистрацию однополых пар[196].
- Чили, 22 октября: В стране началась регистрация гражданских союзов. Закон был принят 28 января 2015 года и подписан президентом страны 13 апреля[источник не указан 2032 дня].
- Ирландия, 16 ноября: Вступил в силу закон о легализации однополых браков. В ходе всеобщего референдума, прошедшего 22 мая 2015 года, более 62 % проголосовавших высказались за легализацию однополых браков. Таким образом, Ирландия стала первой страной, узаконившей однополые браки в результате всенародного голосования[197].
- Австралия, 4 декабря: Парламент штата Квинсленд узаконил гражданские союзы однополых пар[198].
- Кипр, 9 декабря: Вступил в силу закон о гражданских партнёрствах[199].
- Гернси, 9 декабря: Парламент заморской британской территории признал все браки, заключённые за рубежом[200][201][202].
- Мексика, 17 декабря: В мексиканском штате Наярит легализованы однополые браки[203].
- Словения, 20 декабря: В стране прошёл общенациональный референдум, в ходе которого словенцы отвергли закон об однополых браках, принятый парламентом в марте при поддержке 51 против 28 депутатов. За однополые браки проголосовало 36,6 % граждан при явке 36,2 %[204].
- Греция, 24 декабря: Вступил в силу закон о гражданских союзах для однополых пар. Ранее парламент Греции большинством голосов одобрил соответствующие поправки к закону, который позволял регистрировать такие союзы только между гетеросексуальными парами[205].

### 2016 год
- Италия, 25 февраля: Сенат Италии признал легальными гражданские союзы 173 голосами против 71. Теперь проект ожидает одобрения Палаты Представителей[206].
- Япония, 1 апреля: В городе Ига начали регистрировать однополые пары, фактически состоящие в брачных отношениях[207].
- Колумбия, 28 апреля: Конституционный суд Колумбии легализовал однополые браки 6 голосами против 3[208].
- Фарерские острова, 29 апреля: Однополые браки легализованы 19 голосами против 14[209].
- Италия, 11 мая: Палата Представителей одобрила закон о гражданских союзах[210]/
- Мексика, 12 мая: Однополые браки легальны в штате Халиско[источник не указан 2032 дня].
- Италия, 20 мая: Президент Италии подписал закон о гражданских союзах[источник не указан 2032 дня].
- Мексика, 20 мая: Однополые браки легальны в штате Кампече[источник не указан 2032 дня].
- Япония, 1 июня: В городе Такарадзука начали регистрировать однополые пары, фактически состоящие в брачных отношениях[211].
- Мексика, 12 июня: Однополые браки легальны в штате Колима[источник не указан 2032 дня].
- Мексика, 23 июня: Однополые браки легальны в штате Мичоакан[источник не указан 2032 дня].
- Мексика, 5 июля: Однополые браки легальны в штате Морелос[источник не указан 2032 дня].
- Япония, 8 июля: В городе Наха начали регистрировать однополые пары, фактически состоящие в брачных отношениях[212].
- Аруба, 8 сентября: Парламент одобрил закон о зарегистрированных партнёрствах, который вступил в силу 10 октября[213].
- Гибралтар, 26 октября: Парламент единогласно одобрил закон об однополых браках, который вступил в силу 15 декабря[источник не указан 2032 дня].

### 2017 год
- Финляндия, 1 марта: Вступил в силу закон об однополых браках[источник не указан 2032 дня].
- Гернси, 2 мая: Вступил в силу закон об однополых браках принятый парламентом 21 сентября 2016 года[источник не указан 2032 дня].
- Япония, 1 июня: В городе Саппоро начали регистрировать однополые пары, фактически состоящие в брачных отношениях[214].
- Германия, 20 июля: Президент Германии Франк-Вальтер Штайнмайер подписал закон об однополых браках, принятый бундестагом 30 июня[215].
- Мексика, 1 августа: Верховный суд Мексики вынес решение, узаконившее однополые браки по всему штату Пуэбла[216].
- Мальта, 1 сентября: Вступил в силу закон об однополых браках, принятый парламентом 12 июля[217][218].
- Германия, 1 октября: Вступил в силу закон об однополых браках[источник не указан 2032 дня].
- Австралия, 15 ноября Опубликованы результаты общенационального почтового опроса, в котором 61,6 % австралийцев высказались в поддержку однополых браков[источник не указан 2032 дня].
- Австрия, 5 декабря: Конституционный суд Австрии принял постановление (вступит в силу в 2019 году), которое легализует однополые браки в Австрии[219].
- Австралия, 7 декабря: Парламент Австралии легализовал однополые браки. Вступление закона в силу ожидается 9 декабря после подписи генерал-губернатора[220].
- Австралия, 8 декабря: Закон об однополых браках получил подпись генерал-губернатора Австралии[221].
- Австралия, 9 декабря: Закон об однополых браках в Австралии официально вступил в силу[источник не указан 2032 дня].
- Бермуды, 13 декабря: Сенат Бермудских островов утвердил законопроект, запрещающий заключение однополых браков, разрешенных в мае 2017 года решением Верховного суда. Вместо однополых браков были введены внутренние партнёрства для однополых пар[222].

### 2018 год
- Япония, 15 февраля: Правительство города Фукуока приняло решение начать регистрировать однополые семьи[223].
- Гернси, 14 июня: Однополые браки легализованы на Олдерни[источник не указан 2019 дней].
- Джерси, 1 июля: Вступил в силу закон об однополых браках принятый парламентом 1 февраля[источник не указан 2032 дня].
- Япония, 20 июля: В городе Осака начали регистрировать однополые пары, фактически состоящие в брачных отношениях. В первый день власти зарегистрировали три пары[224].
- Япония, 9 сентября: В специальном районе Накано начали регистрировать однополые пары, фактически состоящие в брачных отношениях[225].
- Бермуды, 23 ноября: Апелляционный суд признал право однополых пар на заключение брака и возобновил регистрацию однополых браков, которая была остановлена после вступления в силу закона о внутренних партнёрствах[226].

### 2019 год
- Австрия, 1 января: Вступило в силу постановление Верховного суда, легализующее однополые браки[источник не указан 2032 дня].
- Сан-Марино, 11 февраля вступил в силу закон о гражданских союзах[227].
- Швейцария, 14 февраля: Швейцарский Национальный комитет одобрил 19 голосами против 4 законопроект, разрешающий однополые браки. Теперь законопроект должен пройти ещё несколько инстанций. В течение нескольких лет ожидается вынос на общенациональный референдум[источник не указан 2032 дня].
- Мексика, 19 февраля: Верховный суд узаконил однополые браки в штате Нуэво-Леон[источник не указан 2032 дня].
- Куба, 24 февраля: Из кубинской конституции в результате референдума исчезло определение брака как союза мужчины и женщины[источник не указан 2032 дня].
- Мексика, 2 апреля: Верховный суд вынес постановление, узаконившее однополые браки в штате Агуаскальянтес[228].
- Мексика, 14 мая: Законодательным собранием штата Идальго был одобрен законопроект, легализующий однополые браки в штате[229].
- Мексика, 21 мая: Однополые браки заключаются в штате Сан-Луис-Потоси[источник не указан 2032 дня].

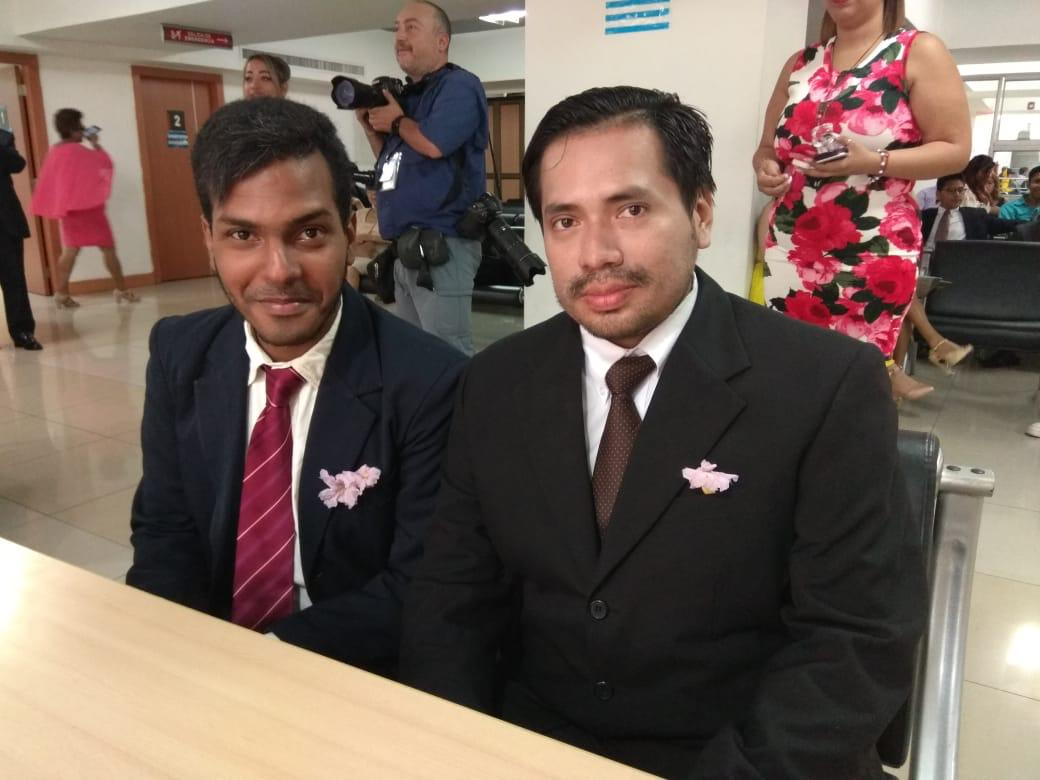
Джованни Варелес и Бориз Альварес — первые мужчины, заключившие брак в Гуаякиле, Эквадор, июль 2019

- Китайская Республика, 24 мая: Вступил в силу закон об однополых браках, принятый парламентом 17 мая. Китайская Республика стала первым государством в Азии, принявшим подобное решение[230][231]
- Эквадор, 12 июня: Конституционный суд Эквадора легализовал однополые браки 5 голосами против 4[232].
- Мексика, 27 июня: Конгресс штата Южная Нижняя Калифорния принял решение узаконить однополые браки[233].
- Эквадор, 8 июля: Вступило в силу решение Конституционного суда, узаконившее однополые браки[234].
- Великобритания, 22 июля: британский парламент проголосовал за легализацию однополых браков в Северной Ирландии. С января 2020 года однополые браки начнут заключаться в Северной Ирландии, если работа исполнительной власти не будет восстановлена до 21 октября 2019 года[235][236].
- Болгария, 25 июля: Верховный суд вынес постановление, согласно которому Болгария признаёт однополые пары, если хотя бы один из партнёров является гражданином ЕС[источник не указан 2032 дня].
- Мексика, 28 августа: Конгресс штата Оахака принял решение узаконить однополые браки[источник не указан 2019 дней].
- Великобритания, 21 октября вступило в силу решение британского парламента, легализующее однополые браки в Северной Ирландии. Начало регистрации браков ожидается 13 января 2020 года[источник не указан 2032 дня].
- Панама, 29 октября: Национальная Ассамблея Панамы приняла конституционную поправку, предлагающую прописать в конституции запрет однополых браков. В 2020 году в Панаме состоится всенародный референдум по вопросу этой и других поправок в конституцию. Однако из-за возмущений общественности президент Лаурентино Кортисо раскритиковал законодательные органы и создал специальный комитет по этому вопросу[источник не указан 2032 дня].
- Монако, 4 декабря: Национальный Совет Монако единогласно одобрил законопроект, признающий однополые гражданские партнёрства. Он вступит в силу 27 июня 2020 года[источник не указан 2019 дней].
- Мексика, 18 декабря: Правящая партия предложила внести поправки в Конституцию, позволяющие легализовать однополые браки на федеральном уровне[источник не указан 2032 дня].

## 2020-е годы

### 2020 год
- Япония, 1 января: В городе Митоё начали регистрировать однополые пары, фактически состоящие в отношениях[237].
- Япония, 6 января: В городе Амагасаки начали регистрировать однополые пары, фактически состоящие в отношениях[238].
- Великобритания, 13 января: Однополые браки начали заключаться в Северной Ирландии[239].
- Чили, 16 января: Законопроект с поправками, легализующими однополые браки, был одобрен Сенатом и отправлен в Национальный Конгресс Чили[240].
- Япония, 1 апреля: Сразу 13 муниципалитетов начали регистрировать однополые пары, фактически состоящие в отношениях: это города Хамамацу[241][242], Ниигата[243], Сагамихара[244], Сайтама[245], Кога[246][246], Нара[247], Такамацу[248], Токусима[249], Яматокорияма[250][251], Дзуси[252] и Кидзё[253], а также специальные районы Токио Минато и Бункё[254][255].
- Сарк, 23 апреля: На острове Сарк (Великобритания) начали заключать однополые браки[256][257][258].
- Коста-Рика, 26 мая: Однополые браки стали законными в Коста-Рике[источник не указан 1683 дня].
- Мексика, 28 мая: Конгресс мексиканского штата Веракрус принял закон о сожительстве, нейтральный с точки зрения пола, предоставляющий сожителям, независимо от пола и сексуальной ориентации, все права и обязанности брака[259].
- Швейцария, 11 июня: Национальный совет, нижняя палата швейцарского парламента, одобрил законопоект об однополых браках. Теперь законопроект поступит в Совет кантонов и, вероятно, будет затем вынесен на референдум[источник не указан 1860 дней].
- Монако, 27 июня: Вступил в силу одобренный парламентом в декабре 2019 года закон о гражданских партнёрствах[источник не указан 1860 дней].
- Черногория, 1 июля: Гражданские партнерства стали законными, поскольку законодательный орган Черногории принял закон, легализующий гражданские партнёрства для гомосексуальных пар, 42-5 голосами при 34 воздержавшихся. Это дало однополым парам все права, предоставленные состоящим в браке гетеросексуальным парам, за исключением возможности легального воспитания детей. Впоследствии акт был подписан президентом Мило Джукановичем[источник не указан 1683 дня].
- Каймановые острова 4 сентября: Признание однополых гражданских партнёрств[источник не указан 1683 дня].
- Мексика, 3 ноября: Легализация однополых браков в Пуэбле кодифицирована Конгрессом Пуэблы[источник не указан 1683 дня].
- Швейцария, 1 декабря: Совет штатов Швейцарии проголосовал за легализацию однополых браков[источник не указан 1683 дня].

### 2021 год
- Япония, 17 марта: Японский суд впервые счел антиконституционным запрет на однополые браки[260].
- Мексика 15 июня: конгресс мексиканского штата Синалоа единогласно одобряет однополые браки в Синалоа[261].
- Мексика 16 июня: поправка к конституции, отменившая запрет на однополые браки в мексиканском штате Нижняя Калифорния, проходит Конгресс Нижней Калифорнии с 18 законодателями, выступающими за, 4 против и 1 воздержавшимся, и направлена в советы штата для одобрения или неодобрения[262].
- Мексика 9 августа: поправка к конституции, отменяющая запрет на однополые браки в Нижней Калифорнии, вступает в силу после публикации в правительственной газете[263].
- Мексика 25 августа: конгресс мексиканского штата Юкатан одобряет однополые браки на Юкатане 20 голосами против 5[264].
- Мексика 22 сентября: конгресс мексиканского штата Керетаро одобряет однополые браки в Керетаро 21 голосом против 4[265].
- Мексика 23 сентября: конгресс мексиканского штата Сонора одобряет однополые браки в Соноре 26 голосами против 7[266].
- Швейцария 26 сентября: однополые браки в Швейцарии одобрены на референдуме[англ.], 64,1 % населения проголосовали «за»[267].
- Мексика 22 октября: однополые браки становятся законными в мексиканском штате Сонора[268].
- Мексика 13 ноября: однополые браки становятся законными в мексиканском штате Керетаро[269].
- Япония 7 декабря: губернатор Токио Юрико Коикэ объявляет, что Токио перейдёт к признанию однополых партнерств с апреля 2022 года[270][271].
- Чили 9 декабря: президент Чили Себастьян Пиньера подписывает закон об однополых браках[272]. Законопроект был одобрен двумя днями ранее Палатой депутатов 82 голосами к 20 и Сенатом 21 голосами к 8[273].
- Мексика 14 декабря: конгресс мексиканского штата Сакатекас узаконивает однополые браки 18 голосами против 10[274]. Когда закон вступит в силу, еще предстоит определить.
- Мексика 20 декабря: постановлением правительства в мексиканском штате Гуанахуато однополые браки становятся законными[275]. Решением правительства такие союзы разрешаются незамедлительно[276].

### 2022 год
- Мексика 1 марта: Конгресс Юкатана единогласно принимает законопроект о внесении поправок во все законодательство, разрешающих однополые браки, после внесения изменений в Конституцию 25 августа 2021 года[источник не указан 1244 дня].
- Словения 8 июля: Конституционный суд легализовал однополые браки[277].

### 2023 год
- Андорра 17 февраля: вступил в силу закон об однополых браках.
- Эстония 20 июня: однополые браки узаконены парламентом страны 20 июня 2023 года (их регистрация началась 1 января 2024 года)[278][279][280].

### 2024 год
- Греция 15 февраля: однополые браки узаконены парламентом страны[281].
- Таиланд 25 сентября: король Таиланда подписал закон о равенстве брака, до этого одобренный обеими палатами парламента. Закон вступит в силу 22 января 2025 года[282].